# Diopsosoma primum
Diopsosoma primum är en tvåvingeart som beskrevs av Diopsosoma 1932. Diopsosoma primum ingår i släktet Diopsosoma och familjen savflugor.
Artens utbredningsområde är Peru. Inga underarter finns listade i Catalogue of Life.